# Antanas Janauskas
Antanas Janauskas (* 20. Juni 1937 in Panevėžys; † 23. Februar 2016) war ein litauischer Animator und Filmregisseur.

## Leben
Nachdem er 1965 die Schule für angewandte Kunst in Telšiai abgeschlossen hatte, begann er seine Arbeit im Lietuvos kino studija. Er interessierte sich für Animation, das Lietuvos kino studija produzierte zu dieser Zeit jedoch keine Trickfilme. 1967 begann Janauskas seinen ersten Animationsfilm Mergaitė ir velnias, der jedoch unvollendet blieb.
Sein vierminütiger Trickfilm Iniciatyva war 1970 der erste (vollständige) Animationsfilm, der im Lietuvos kino studija entstand. Dieser Film, eine Parabel über Totalitarismus, entstand wegen der Ereignisse des Prager Frühlings. 1986 erschien sein Film Antspaudas, den Janauskas mit Mosfilm realisiert hatte. Während er vorher noch weitgehend unprofessionell arbeitete, dreht er seit Antspaudas mit professionellen Methoden.
1991, nach der Unabhängigkeit Litauens, gründete er das Animationsstudio AJ. Seitdem werden seine Filme vermehrt auf internationalen Filmfestivals gezeigt.

## Filmografie
- 1970: Iniciatyva
- 1971: Vaistinėlė
- 1986: Antspaudas
- 1987: Užkrečiantis pavyzdys
- 1989: Palankios aplinkybės
- 1995: Kėdė
- 1996: Užsisek saugos diržą
- 1996: Sekantis
- 1998: Perėja
- 2000: Telegastrovizija
- 2000: Ovacijos
- 2003: Trumpas sujungimas